# جری لوین
جری لوین (به انگلیسی: Jerry Levine) (زاده ۱۲ مارس ۱۹۵۷) بازیگر آمریکایی است.
از فیلم‌های معروف او می‌توان به بازی در فیلم متولد چهارم ژوئیه اشاره کرد.